# Põlluküla (Lääne-Saare)
Põlluküla – wieś w Estonii, w prowincji Saare, w gminie Kaarma. Pod koniec 2004 roku wieś zamieszkiwało 71 osób.